# Martin Brun
Thomas Martinius Brun (7. maj 1741 – 2. april 1774) var en dansk forfatter.
Thomas Martinius Brun blev født i Nyborg, Vindinge Svendborg, hvor hans fader Thomas Bruun ernærede sig som organist. Hans mor var Maria Varberg. Han blev student 1763 fra Nyborg. Martin Brun debuterede som forfatter under trykkefrihedstiden hvor der var fuldstændig pressefrihed som Johann Friedrich Struensee havde indført som en af sine første handlinger på magten.
Brun udgav en lang række skrifter, overvejende anonymt og pseudonymt, omhandlende politiske, økonomiske og religiøse overvejelser, enten i form af fantasifulde noveller og breve fra fiktive rejsende, eller som samtaler mellem tidens kendte personligheder. Hans tanker var stærkt inspireret af oplysningens tænkere, og var derfor også overvejende en tilhænger af Struensees mange reformer.
Bruns syntes udelukkende at have levet af sine skrifter, og indtog derfor den i den tids Danmark sjældne stilling som uafhængig litterat. Derfor fik hans udgivelser ofte opsigtsvækkende navne såsom En oprigtig Fortegnelse paa alle de Hexer og Troldfolk, som have været til siden Doctor Faust (1771) og Fandens Liv og Levnet første Gang til Trykken befordret ved Doctor Faust (1771) i det disse var kalkuleret på at vække læsernes købelyst. 